# Aleksiej Niekludow
Aleksiej Iwanowicz Niekludow (ros. Алексей Иванович Неклюдов, ur. 2 marca?/15 marca 1906 w Sokole w guberni riazańskiej, zm. 4 czerwca 1996 w Moskwie) – radziecki polityk, I sekretarz Wschodniokazachstańskiego Komitetu Obwodowego KPK (1959-1964 i 1965-1969).
Od 1929 w WKP(b), po odbyciu 1932 służby w marynarce wojennej był sekretarzem komitetu Komsomołu w fabryce samolotów, 1934-1938 zastępca szefa wydziału kadr i sekretarz komitetu WKP(b) Centralnego Instytutu Budowy Silników Lotniczych. Od 1938 organizator odpowiedzialny Komunistycznej Partii (bolszewików) Kazachstanu, kierownik sektora KC KP(b)K, 1940-1946 I sekretarz Komitetu Miejskiego KP(b)K w Bałchaszu, 1946-1949 słuchacz Wyższej Szkoły Partyjnej przy KC WKP(b), 1949-1950 sekretarz Wschodniokazachstańskiego Komitetu Obwodowego KP(b)K, 1950-1954 I sekretarz Komitetu Miejskiego KP(b)K/KPK w Ałmaty, 1954-1959 kierownik Wydziału Organów Partyjnych KPK. Od 6 maja 1959 do 28 grudnia 1964 I sekretarz Wschodniokazachstańskiego Komitetu Obwodowego (od stycznia 1963: Wschodniokazachstańskiego Wiejskiego Komitetu Obwodowego) KPK, od 28 grudnia 1964 do 13 kwietnia 1969 sekretarz Wschodniokazachstańskiego Komitetu Obwodowego KPK, od 13 kwietnia 1965 do 10 września 1969 ponownie I sekretarz Wschodniokazachstańskiego Komitetu Obwodowego KPK, następnie na emeryturze. Deputowany do Rady Najwyższej ZSRR 6 kadencji.

## Odznaczenia
- Order Lenina (dwukrotnie)
- Order Czerwonego Sztandaru Pracy
- Order „Znak Honoru”